# Storia del floppy disk

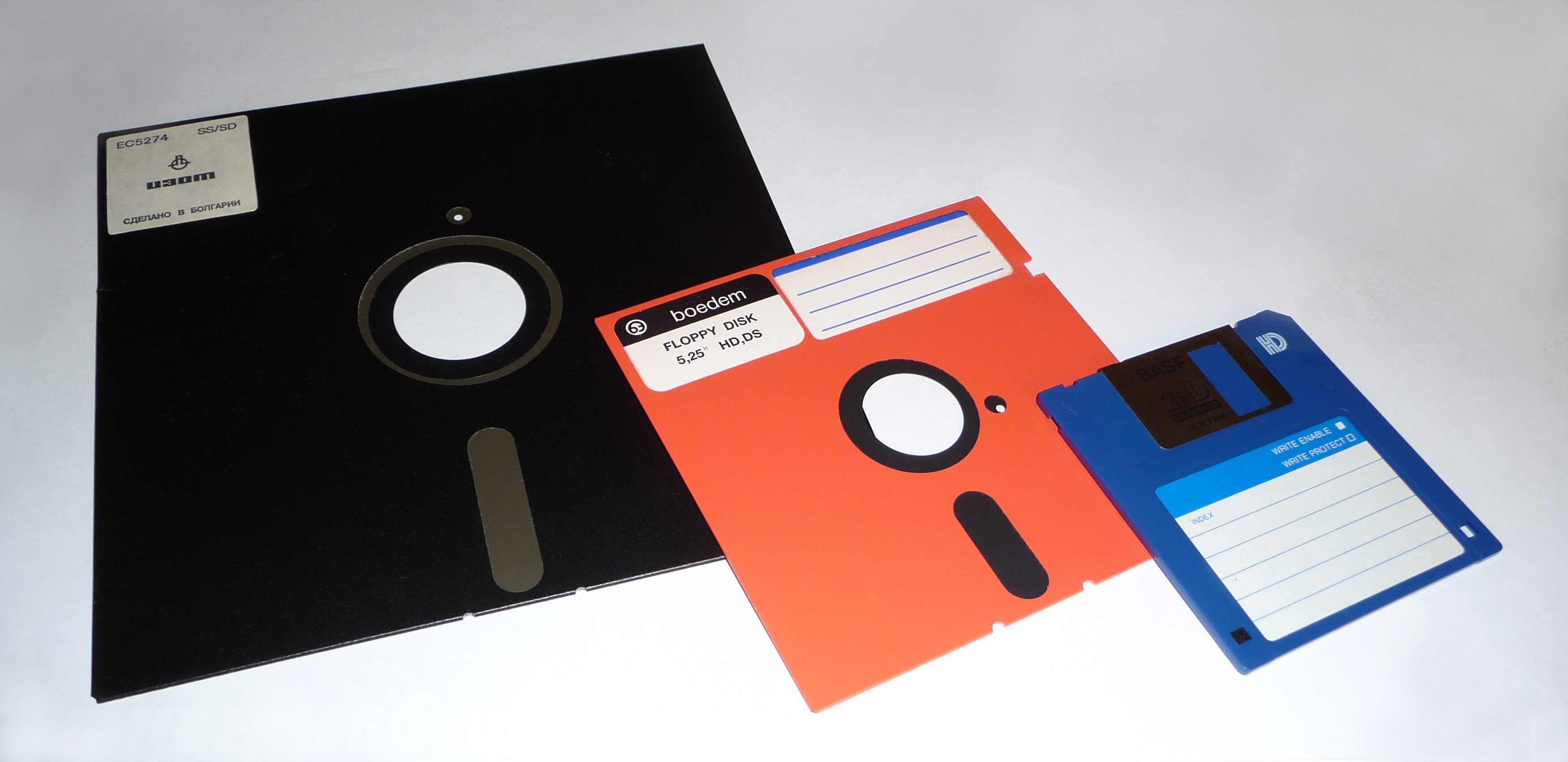
Floppy da 8, 5,25 e 3,5 pollici

La storia del floppy disk iniziò quando nel 1967 la IBM  iniziò le prime sperimentazioni per la creazione di un nuovo dispositivo da utilizzare come memoria di massa per i suoi scopi.
| Sequenza storica dei formati floppy-disk |       |          |
| Tipo di disco                            | Anno  | Capacità |
| 8-pollici                                | 1971  | 80 kB    |
| 8-pollici                                | 1973  | 256 kB   |
| 8-pollici                                | 1974  | 800 kB   |
| 8-pollici doppia faccia (DS)             | 1975  | 1MB      |
| 5¼-pollici                               | 1976  | 110 kB   |
| 5¼-pollici doppia densità (DD)           | 1978  | 360 kB   |
| 5¼-pollici quadrupla densità (QD)        | 1984  | 1,2 MB   |
| 3-pollici                                | 1984? | 320 kB   |
| 3½-pollici                               | 1984  | 720 kB   |
| 3½-pollici alta densità (HD)             | 1987  | 1,44 MB  |

## Storia
La IBM assegnò al suo centro di sviluppo di San José in California un nuovo compito: studiare un semplice ed economico sistema per caricare microcodice sui suoi mainframe System/370. Il 370 fu il primo mainframe IBM a usare memoria a semiconduttore e, quando l'alimentazione era tolta, il microcodice andava ricaricato (mentre il suo predecessore, il System/360 non perdeva il suo contenuto in memoria quando non era alimentato). Questo compito poteva essere adempiuto comodamente dai vari driver per nastro magnetico, ma i nastri erano ingombranti e lenti mentre la IBM cercava qualcosa di più veloce e adeguato in modo da poter essere inviato come aggiornamento per i clienti, ad un costo non superiore a 5 dollari.
David Noble lavorò sotto la direzione di Alan Shugart e provò tutte le soluzioni esistenti per analizzare se poteva essere sviluppato un nastro magnetico di nuova concezione. Il risultato fu un disco di sola lettura, di 8 pollici (20 cm) di diametro, chiamato "memory disk", che conteneva 80 kilobytes (KB), che poteva essere letto da un apposito dispositivo. La versione originale era semplicemente composta dal solo disco, ma lo sporco divenne un serio problema, per cui fu in seguito racchiuso in un involucro di plastica solcato da stoffa per raccogliere lo sporco. Il nuovo dispositivo diventò una parte standard del System/370 nel 1971.
Un inventore giapponese, Yoshiro Nakamatsu (o Dr. NakaMats), reclamò di essere pervenuto indipendentemente al principio del floppy disk già nel 1950, per cui l'IBM dovette acquisire una licenza di vendita quando iniziò a produrre i propri floppy disk di sistema 20 anni dopo.
Nel 1973 la IBM rilasciò una nuova versione di floppy, questa volta nel 3740 Data Entry System. Questo nuovo sistema usava un diverso formato di scrittura che consentiva di immagazzinare fino a 256 KB sullo stesso disco, in cui i dati potevano essere letti ma, per la prima volta, anche scritti. Questi supporti divennero comuni per trasportare piccole quantità di dati, rimpiazzando quasi completamente i nastri magnetici. Il 3740 Data Entry System era una periferica del System/370 modello 115.
Quando i primi microcomputer vennero sviluppati negli anni settanta, i floppy da 8 pollici trovarono posto in essi come uno dei pochi dispositivi di memorizzazione ad alta velocità disponibili sul mercato. Ma dato il loro prezzo, in quanto costavano più dello stesso computer, molte macchine di allora continuarono a utilizzare i nastri magnetici.
La situazione iniziò a cambiare con l'approvazione del primo standard per i floppy disk, ECMA-59, ad opera di Jim O'Reilly di Burroughs, Helmut Hack della BASF e altri. O'Reilly stabilì un primato seguendo questo documento attraverso il processo di approvazione dell'ECMA, formando il sotto-comitato in una riunione dell'ECMA e approvando la bozza dello standard nella riunione successiva, tre mesi più tardi. Questo standard costituì successivamente anche la base per lo standard ANSI. La standardizzazione portò ad un accordo tra diversi concorrenti per creare un supporto in un unico standard compatibile, e permise un rapido incremento della qualità e diminuzione dei costi.
A quei tempi Alan Shugart lasciò l'IBM, si trasferì alla Memorex per un breve periodo, e quindi di nuovo nel 1973 per fondare la Shugart Associates. Lì iniziò a lavorare sui miglioramenti al formato esistente da 8 pollici, per creare un nuovo sistema da 800 KB. Comunque fu difficile trovare fondi e nel 1974 fu cacciato dalla sua stessa società.
Nel frattempo la Burroughs Corporation stava sviluppando un nuovo drive da 8 pollici ad alte prestazioni, e che potesse essere utilizzato da entrambi i lati, nella sua fabbrica a Glenrothes, in Scozia. Con una capacità di 1 MB, questa nuova unità superava di ben 4 volte quella del drive IBM ed era in grado di fornire abbastanza spazio da immagazzinare tutto il software e i dati del B80 Data Entry System della Burroughs, che fra l'altro montava il primo controller dischi VLSI. Il nuovo disco da 1 MB dual sided entrò in produzione nel 1975, ma fu danneggiato a causa di un problema industriale, che causò la fabbricazione di supporti di scarsa qualità. A causa degli alti tassi d'errore che ne derivavano, furono creati alcuni strumenti per testare il supporto per il "bit-shift" (spostamento dei bit) nelle tracce più interne, e il risultato fu un notevole investimento della Burroughs nel progetto di un software di test che poi fu fornito ai clienti come strumento di controllo della qualità: tramite le informazioni che ne derivarono, si poté arrivare ad un evidente miglioramento della produzione.
Non molto dopo che il formato da 2,88 MB fu immediatamente bocciato dal mercato, fu ovvio che gli utenti avevano bisogno di spostare quantità di dati sempre maggiori. Emerse un certo numero di prodotti, ma solo pochi mantennero un qualche livello di compatibilità all'indietro con i floppy da 3½. Il "Floptical" di Insite Peripherals fu il primo ad apparire, offrendo dispositivi da 20, 40 e infine 80 MB che potevano ancora leggere e scrivere i dischi da 1,4 MB. Comunque,  i drive non si connettevano ad un normale controller per floppy disk, e questo significava che molti PC più vecchi sarebbero stati incapaci di avviarsi da un disco in un Floptical drive. Questo influenzò di nuovo negativamente i tassi di adozione.
Annunciato nel 1995, il "Super Disk" drive, spesso visto con i marchi Matsushita (Panasonic) e Imation, aveva una capacità iniziale di 120 MB. Fu successivamente portato a 240 MB.  Non solo questo drive poteva leggere e scrivere i vecchi floppy disk da 1,4 MB, ma le ultime versioni potevano scrivere ben 32 MB sui normali dischi da 1,4 MB (vedi la nota sotto). Sfortunatamente, l'opinione popolare riteneva i dischetti Super Disk piuttosto inaffidabili, sebbene non lo fossero più degli Zip drive e SyQuest Technology offerti nello stesso periodo. Questo ancora una volta, vero o falso che fosse, ne danneggiò l'adozione.
Ad oggi i dischetti da 3½ sono ancora disponibili sul mercato, benché nessun computer nel 2009 abbia più in dotazione un lettore di floppy. La scarsa capacità di memorizzazione dei dischetti, considerati i file gestiti tipicamente dai computer moderni, fa preferire agli utenti i pen drive, che hanno reso ampiamente obsoleti altri tipi di memorie di massa diffuse negli anni passati, come lo Zip disk e i CD (Ri)scrivibili. Anche l'Apple Macintosh, che aveva reso popolare il formato nel 1984, ha iniziato ad abbandonarlo nel 1998 con il modello iMac. Forse prematuramente, dal momento che il modello base dell'iMac all'epoca aveva solo un'unità CD-ROM, dando agli utenti un non facile accesso ai mezzi rimovibili. Ciò rese i floppy drive con connessione USB un accessorio diffuso per i primi iMacs.
La capacità formattata dei floppy da 3½ pollici ad alta densità era originariamente 1440 kilobytes (KiB), o 1.474.560 bytes. Questo è equivalente a 1,41 MiB (1,47 MB decimale). Comunque la loro capacità è di solito indicata come 1,44 MB dai produttori di dischetti. In alcuni paesi, specialmente in Sudafrica, i floppy da 3½ pollici sono stati comunemente chiamati stiffies o stiffy disks, a causa del loro involucro rigido ("stiff"), che si contrappone a quello flessibile ("floppy") degli involucri dei dischetti da 5¼.
Il 23 aprile 2010, la Sony (che detiene il 70% della produzione di floppy disk) ha dichiarato che cesserà definitivamente la produzione dei supporti alla fine di marzo del 2011.

## I formati degli anni '70

### Il floppy da 12 pollici

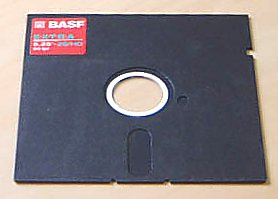
Un floppy disk da 8" appare esattamente come un grosso floppy disk da 5,25" (nella foto), con una superficie magnetica parzialmente esposta intorno a un perno centrale per la lettura. L'involucro di plastica flessibile contiene un rivestimento interno di tessuto per pulire la polvere dal mezzo.

Nei tardi anni settanta alcuni grandi elaboratori IBM usavano anche un dischetto da 12 pollici (30 cm), ma poche informazioni sono disponibili sul loro formato interno e sulla loro capacità di memorizzazione. Tale formato nacque soprattutto per le memorie di massa a dischetti, un ibrido tra floppy disk e hard disk, infatti un certo numero di ditte, incluse IBM e Burroughs, sperimentarono la costruzione di un dispositivo formato da una serie di dischetti utilizzabili tutti insieme, per creare una sola unità con una grande capacità di memorizzazione. Il sistema Burroughs usò 256 dischetti da 12 pollici, che ruotavano ad alta velocità. Quando l'unità doveva operare sui dati di uno dei suoi dischi, il disco selezionato veniva separato dagli altri tramite getti d'aria, e subito dopo entravano in gioco le testine di lettura, che venivano avvicinate alla superficie del disco. Questo approccio anticipò il disco di Bernoulli della Iomega, ma le rotture delle testine o i malfunzionamenti del sistema ad aria erano spesso all'ordine del giorno. Sfortunatamente, il programma non raggiunse mai il ciclo produttivo.

### I minifloppy da 5¼ pollici
Nel 1975, lo stabilimento Burroughs a Glenrothes sviluppò un prototipo di drive da 5¼ pollici, motivato sia dalla necessità di superare le proprietà di espansione asimmetrica al variare dell'umidità dei più grandi floppy da 8 pollici, sia in risposta alla notizia che la divisione prodotti di recording audio della IBM aveva appena prodotto una macchina per dettati usando dischi da 5¼ pollici. I dirigenti della Burroughs commisero uno degli storici errori nel campo industriale e decisero che sarebbe stato "troppo poco costoso" per fare abbastanza profitto, e scartarono il progetto.
Nel 1976 Jim Adkisson, uno degli impiegati della Shugart Associates, fu avvicinato da An Wang dei Wang Laboratories, che riteneva che il formato da 8 pollici fosse evidentemente troppo grande per i calcolatori desktop per l'elaborazione testi che stava sviluppando in quel periodo. Dopo l'incontro in un bar di Boston, Adkisson chiese a Wang quanto pensasse che i dischi dovessero essere grandi e Wang, indicando un tovagliolo, disse "circa di quelle dimensioni". Adkisson portò il tovagliolo con sé in California, scoprì che era largo 5¼ pollici (13 cm) e creò un nuovo drive di quelle dimensioni e con una capacità di 110 KB.
Il drive da 5¼ pollici era notevolmente meno costoso di quello da 8 pollici della IBM e presto iniziò a comparire nelle macchine CP/M. A un certo punto la Shugart Associates arrivò a produrre 4.000 drive al giorno. Nel 1978 c'erano più di 10 produttori nel mercato dei floppy drive da 5¼ pollici e il nuovo formato rimpiazzò presto il vecchio in quasi tutte le applicazioni. Questi primi drive leggevano solo un lato del dischetto e questo portò alla diffusa abitudine di intagliare una seconda tacca di abilitazione alla scrittura e un secondo foro dell'indice nell'involucro, per risparmiare sul costo dei dischi. Il disco così modificato poteva quindi essere inserito capovolto nel drive per utilizzare anche l'altro lato ("to flip over" ovvero "capovolgere", da cui il termine "flippy disk"). La Tandon introdusse i drive a due facce nel 1978 e un nuovo formato a doppia densità aumentando la capacità fino a 360 KB.
Per gran parte degli anni settanta e ottanta il floppy disk è stato il principale dispositivo di memorizzazione dei microcomputer. Dal momento che questi ultimi non erano provvisti di hard disk, il sistema operativo veniva di solito memorizzato in un dischetto, che veniva poi rimosso (dopo aver atteso che l'intero sistema operativo fosse letto dal disco e caricato nella RAM) e sostituito da un altro contenente le applicazioni. Alcune macchine che facevano uso di due unità disco, o di un'unità capace di leggere contemporaneamente due dischi, permettevano all'utente di lasciare inserito il disco del sistema operativo e cambiare soltanto il disco delle applicazioni quando necessario.
Nei primi anni '80, apparvero i drive a 96 tracce per pollice, che aumentarono la capacità da 360 a 720 KB. Il loro uso non si diffuse molto perché non erano supportati dai PC IBM. Nel 1984, insieme con l'IBM PC/AT, apparve il disco a quadrupla densità, che usava 96 tracce per pollice combinate con un mezzo a più elevata densità magnetica per fornire complessivamente 1,2 MB di capacità. Poiché a quei tempi un tipico hard disk (piuttosto costoso) poteva contenere 10-20 MB, quella capacità fu considerata sufficiente.
Non tutti i formati di questo tipo di floppy erano tra loro compatibili, dato che ogni ditta sviluppò un proprio criterio per stabilire in che sequenza i dati dovevano essere letti e scritti sul disco. Commodore, ad esempio, iniziò la sua tradizione in fatto di formati speciali con l'unità disco da 5¼ pollici installata sui PET/CBM, VIC-20 e C64 destinati all'utenza casalinga, come il drive 1540 ed il più conosciuto drive 1541 usato sulle ultime due macchine. Questi disk drive usavano un formato di codifica sviluppato all'interno della Commodore stessa e chiamato Group Code Recording, basato su 4 differenti velocità in base alla posizione della traccia.
Alla fine, comunque, Commodore dovette cedere al formato standard dei dischetti, e produsse i suoi ultimi drive da 5¼ pollici, il 1570 ed il 1571, compatibili con lo schema MFM, per permettere al C128 di lavorare con dischetti CP/M di altri venditori. Equipaggiato con uno di questi drive, il C128 era in grado di accedere ai dischetti C64 e CP/M, a seconda dell'esigenza, così come ai dischetti MS-DOS (usando software di terze parti), questa caratteristica era cruciale per alcuni lavori d'ufficio. Dalla fine degli anni '80, i floppy da 5¼ pollici furono soppiantati da quelli da 3½ pollici. Sebbene i vecchi drive fossero ancora disponibili, e così anche i dischi, persero popolarità all'inizio degli anni novanta. Sulla maggior parte dei nuovi computer i drive da 5¼ pollici divennero opzionali. Dalla metà degli anni '90 il vecchio formato è praticamente scomparso, mentre il nuovo è divenuto il floppy disk più diffuso.

## I formati degli anni '80

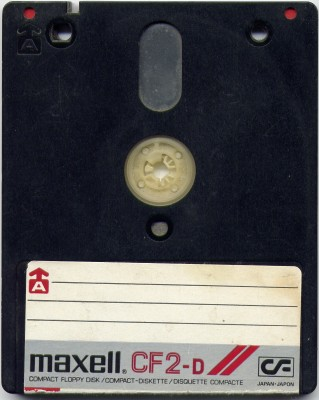
Un floppy disk da 3 pollici (Double-Side), prodotto da Hitachi-Maxell (1990).

Durante i primi anni '80 i limiti del formato da 5¼ pollici cominciarono ad essere evidenti, diventando le macchine sempre più potenti. Fu sviluppato un certo numero di soluzioni, con drive da 2, 2½, 3 e 3½ pollici (50, 60, 75 e 90 mm) tutte proposte da varie società. Condividevano tutte alcuni vantaggi rispetto al vecchio formato, incluso un piccolo fattore di forma e un involucro più rigido, in cui la protezione dalla scrittura era abilitabile tramite un apposito cursore.

### Formato da 4 pollici
L'IBM verso la metà degli anni '80 sviluppò un dischetto da 4 pollici. Questo programma fu condotto attraverso aggressivi obiettivi sui costi, ma non incontrò il favore dell'industria. I possibili utenti, sia interni che esterni ad IBM, preferirono la standardizzazione piuttosto che una piccola riduzione dei costi, e furono contrari a dover rifare confezioni, chip d'interfaccia e applicazioni per un modello proprietario. Il prodotto non vide mai la luce ed IBM sprecò diverse centinaia di migliaia di dollari in sviluppo ed attrezzature di produzione.

### Formato da 3 pollici
Amstrad incorporò un'unità disco single-side da 3 pollici  e 180 kB nelle sue serie CPC e PCW, e questo formato e il meccanismo del drive furono successivamente "ereditati" dal computer ZX Spectrum +3 dopo che Amstrad ebbe acquisito la Sinclair Research e da altri sistemi poco conosciuti che implementavano il sistema operativo CP/M, come Einstein e Osborne, o il sistema operativo MSX. I successivi modelli PCW montarono drive double-side e quadrupla densità mentre tutti i supporti da 3 pollici erano in partenza single-side comunque si poteva capovolgere il disco per utilizzare anche l'altra faccia.
Il formato non era molto capiente rispetto al popolare ed economico formato precedente ma era molto più sicuro grazie all'ottimo involucro. Tale involucro, spesso quasi il doppio del formato da 3,5 pollici, lo faceva assomigliare più ad un'enorme memory card dei nostri giorni che ad un floppy disk, per cui veniva anche detto "compact floppy". Nonostante le dimensioni, il disco da 3 pollici con rivestimento magnetico occupava meno del 50% dello spazio interno del rivestimento, il resto veniva utilizzato dai complessi meccanismi di protezione e sigillatura. I suoi maggiori problemi derivavano dal costo a causa dell'elaborato e complesso meccanismo di protezione e alla bassa capacità, come anche l'uso di specifici drive che erano difficili da riparare e rimpiazzare.
Anche la Mitsumi ha prodotto un formato da 3 pollici, chiamato "Quick Disk". Questo disco era diffuso nei computer MSX, nelle tastiere musicali della metà degli anni ottanta e in alcune macchine per scrivere elettroniche. È stato utilizzato anche da Nintendo nel Disk System, un lettore per la console Famicom (la versione giapponese del NES), utilizzando però custodie da 3"×4" (a differenza dei normali Quick Disk, solitamente contenuti in custodie da 3"×3").
Questo formato ebbe un limitato successo e scomparve presto.

### Formato da 2 pollici
Un piccolo dischetto usato nei tardi anni '80 destinato a fotocamere quali la Sony Mavica e la Canon ION.
Questo non era un formato dati digitale; ogni traccia sul disco memorizzava un solo campo del formato video interlacciato composito. Questo permetteva di contenere 25 immagini per disco in frame mode e 50 in field mode.
Lo stesso media fu usato formattato in modo digitale - 720K double-side, doppia-densità - nel portatile Zenith Minisport nel 1989 circa. Sebbene il dispositivo avesse performance pressoché identiche a quelle dei dischetti da 3.5" di quel tempo, non ebbe successo.

### I microfloppy da 3½ pollici

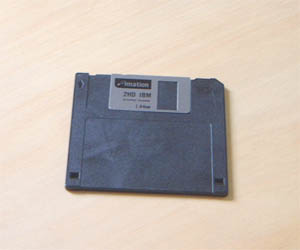
La linguetta scorrevole di metallo non ferroso protegge il mezzo magnetico di registrazione dei floppy disk da 3,5".

Le cose cambiarono improvvisamente nel 1984 quando Apple scelse il formato Sony 90,0 × 94,0 mm per i suoi computer Macintosh, imponendolo di fatto come formato standard negli Stati Uniti. (Questo è anche un esempio di un cambiamento "silenzioso" da unità metriche a imperiali; questo prodotto fu pubblicizzato e divenne popolarmente conosciuto come il disco da 3½ pollici, enfatizzando il fatto che era più piccolo del precedente formato da 5¼). Il primo computer a usare questo formato fu l'HP-150 nel 1983. Nel 1989 il dischetto da 3½ aveva ormai superato nelle vendite il vecchio da 5¼.
Il disco da 3½ pollici aveva, grazie alla sua copertura in metallo scorrevole su involucro rigido, il notevole vantaggio di essere protetto meglio contro accidentali contatti fisici con la superficie del disco quando veniva maneggiato fuori dal suo drive. Quando il disco veniva inserito, una componente interna al drive spostava la copertura metallica, offrendo alle testine di lettura/scrittura del drive l'accesso necessario alla superficie magnetica di memorizzazione. (Aggiungere il meccanismo di scorrimento risultò una piccola differenza rispetto alla precedente sagoma quadrata. La forma rettangolare aveva il merito aggiuntivo di rendere impossibile inserire per errore il disco di traverso, come invece era possibile nei vecchi formati.)
Come quelli da 5¼, i dischi da 3½ pollici  subirono una loro particolare evoluzione. Furono inizialmente offerti in un formato a 360 KB, single-side, e a 720 KB double-side e doppia densità (lo stesso dei dischi da 5¼ di allora). Un più nuovo formato ad "alta densità", indicato con "HD" ("High Density") sui dischi stessi, e capaci di immagazzinare 1,4 MB di dati, fu introdotto verso la metà degli anni '80. IBM li usò sulla sua PS/2 introdotta nel 1987. Apple iniziò a usare gli "HD" nel 1988, sui Macintosh IIx. Un altro progresso nei materiali di ossido di ferro permise la creazione di un nuovo formato "extra-high-density" ("ED") da 2,88 MB introdotto nella seconda generazione dei NeXT Computer nel 1991, ma quando divenne disponibile era già troppo piccolo per essere un miglioramento utile rispetto a 1,4 MB, e non fu mai usato diffusamente. I drive da 3½ pollici venduti più di un decennio più tardi usavano ancora lo stesso formato che era stato standardizzato nel 1989, nell'ISO 9529-1,2.
il floppy da 3½ pollici fu lodato per il suo funzionamento meccanico dall'ingegnere e designer Donald Norman:
(Donald Norman, The Design of Everyday Things, capitolo 1)
Una curiosità: i floppy ad alta densita "HD" si distinguevano da quelli a bassa densità per la presenza di un doppio foro (il primo serviva per attivare o no la protezione alla scrittura tramite una linguetta di plastica), ma la struttura fisica della superficie di memorizzazione era pressoché la stessa, dato che la maggiore capacità di memorizzazione era ottenuta variando solo velocità della testina e dimensioni delle aree magnetizzate. Divenne quindi pratica comune comprare dischi a bassa densità e praticare manualmente l'altro foro, con metodi artigianali o tramite apposite macchinette che era possibile acquistare: era quindi semplice, seppur fraudolento, costruirsi "in casa" un floppy HD a partire da uno classico, anche se i dischi ottenuti in questo modo erano a volte soggetti a malfunzionamenti.